# پتروترین
پتروترین (انگلیسی: Petrotrin) شرکت دولتی نفت و گاز ترینیداد و توباگو است، که در سال ۱۹۹۳ تأسیس شد.